# Île de Sein (câblier)
Pour les articles homonymes, voir Île de Sein (homonymie).
Le CS Île de Sein est un navire-câblier français utilisé par Alcatel-Lucent. Il a été construit en 2002 par l'entreprise Hyundai Mipo Dockyard (HMD) en Corée du Sud. Il a deux navires-jumeaux, l’Île de Bréhat et l’Île de Batz.

## Historique
Le navire est nommé d'après l'île bretonne de Sein. Il est la propriété d'Alda Marine une filiale du groupe Alcatel-Lucent.
L'île de Sein a notamment participé en 2011 aux opérations de recherche de l’épave du vol 447 Air France perdu en mer le 1er juin 2009 dans l'Océan Atlantique au large du Brésil. C'est lui qui a remonté les boîtes noires de l'avion.
Il a subi un incendie le 5 mai 2015 alors qu'il était en escale à Honolulu.